# Romulea tetragona
Romulea tetragona är en irisväxtart som beskrevs av M.P.de Vos. Romulea tetragona ingår i släktet Romulea och familjen irisväxter.

## Underarter
Arten delas in i följande underarter:
- R. t. flavandra
- R. t. tetragona